# Terremoto de Bulgaria de 2012
El terremoto de Bulgaria de 2012 fue un movimiento telúrico que afectó la zona oeste de esa nación, especialmente las ciudades de Pernik y Sofía, la capital, el 22 de mayo de 2012 a las 3:00 de la mañana. El sismo tuvo réplicas, las más fuertes de 4,6 y 4,3 grados.

## Historia
El evento telúrico ocurrió en la capital búlgara, Sofía, el martes 22 de mayo de 2012 a las 3:00 de la mañana, cuando la mayoría de la gente estaba durmiendo, alcanzando los 5,6 grados o, según otras fuentes, 5,8 en la escala de Richter. El terremoto despertó a los habitantes de la ciudad y atemorizó a los que entonces desempeñaban trabajos nocturnos.
El sismo provocó cortes de luz y daños de leves a graves. Una mujer murió de un paro cardiaco a causa del susto que le produjo el terremoto, también hubo decenas de heridos y miedo entre la población.
El sismo fue el más fuerte registrado en el país desde 1858 y el primero que se ha sentido desde el terremoto de Rumania de 1977, que dejó casi 2000 muertos en muchas partes de Europa Oriental, incluyendo Bulgaria.